# Exivi de paradiso
Exivi de paradiso ist eine am 6. Mai 1312 auf dem Konzil von Vienne durch Papst Clemens V. erlassene Apostolische Konstitution, worin es zu einer genauen Beurteilung der Franziskusregel kommt. Sie wurde mit 27 schweren Verboten, 12 Ermahnungen, 6 Ratschlägen und 12 Bedingungen für die Novizenaufnahme versehen. Der Text wurde durch eine Kommission unter Berücksichtigung von Stellungnahmen beider Strömungen des Ordens vorbereitet und ist mit den Clementinen (V.11.1) in das Corpus Iuris Canonici aufgenommen worden.

## Gelübde der franziskanischen Armut
Ein Schwerpunkt war der Armutsstreit innerhalb des Franziskanerordens, hier hatte sich die spirituelle und asketische Verwendung irdischer Güter verbreitet. Auf dieser Grundlage verstand man, dass die Armut darin bestehe, ohne Eigentum zu leben und sich nur auf das unumgängliche beschränken müsse. Der damals amtierende Generalminister (1304–1313), Gonsalvus von Balboa wirkte an der Klärung über die strittige Armutsfrage mit, er wurde jedoch mit dieser Konstitution überrascht, die im Sinne der Spiritualen entschieden worden war.

## Erklärung
Clemens V. griff die Armutsfrage erneut auf und konstatierte, dass eine besorgliche Frage unter den Ordensbrüdern aufgekommen sei. Es gehe um die Frage, ob sie aufgrund der Verpflichtung auf ihre Regel zu einem strengen und geringen bzw. armen Gebrauch der Dinge verpflichtet seien? Einige von ihnen glauben und sagen, dass ihnen, aufgrund des Gelübdes strengster Verzicht auferlegt worden sei. Andere behaupten im Gegensatz dazu, dass sie aufgrund ihres Gelübdes zu keiner Armut, die nicht ausdrücklich in der Regel stehe, verpflichtet seien.

## Klärung
Der Papst hatte die Absicht, mit diesem Schreiben für die Beruhigung unter den Brüdern zu sorgen. Gleichzeitig wollte er ihnen eine Gewissenshilfe an die Hand geben und damit die Auseinandersetzungen beenden. Er erklärte, dass die Minderbrüder durch ihre Verpflichtung auf die Regeln einer besonders streng Verpflichtung unterlägen und daher das Armutsgelübde in asketischer Form auszulegen und zu leben hätten.

## Anweisungen
Der Papst stellt zunächst klar, dass alle Ordensregeln durch den Heiligen Vater aufgestellt, genehmigt und erlassen worden seien. Deshalb seien die Ordensbrüder nicht an jeden evangelischen Rat, sondern vielmehr an den aufgestellten Regeln gebunden, bei der Entgegennahme von Gütern seien die Armutsgelübde entscheidend und daher zu beachten, darüber hinaus gelten die von Nikolaus III. (Bulle Exiit qui seminat) festgelegten Bestimmungen über den Besitz von Gütern.
Abschließend legte er den Ordensbrüdern eine klare Fastenregel auf und ergänzte, dass die Ordensbrüder keine Gärten, Weingärten oder ähnliche Anlagen besitzen dürfen. Sie dürfen aber auch keine übermäßig großen Kirchenhäuser und Klosteranlagen besitzen, stattdessen sollen sie in einfachen und bescheidenen Gebäuden leben.